# General Ginestà i Punset
General Ginestà i Punset (Ripoll, Província de Girona, 1880 - Santiago de Cuba, 1940) va ser un escriptor i impressor català. Hi ha constància de la seva estada a Cuba des d'abans del 1915, lloc on va editar diverses publicacions, entre les quals El Eco de Mataré i Emancipación, i va col·laborar amb la revista Lo Conseller, subtitulada Revista literaria y artística. Va impulsar el Correu de Catalunya i va publicar les col·leccions “Biblioteca Oriente” i “Avante”. És també autor d'algunes obres teatrals, com Deliri (1894), La pubilleta de Molins (1895), El guardador del Bruc (1896), Les aurenetes (1907) i Flor muntanyenca (1915), i de l'òpera Sigiberta (1921). De pensament catalanista, formà part de la junta directiva de l'Agrupació Folklòrica, ocupant-se de l'arxiu i la biblioteca entre el febrer i l'agost de 1899, i a partir d'aquesta data en fou el president fins a l'octubre d'aquell mateix any. I va participar en l'elaboració del "Refranyer Popular de Catalunya", una de les iniciatives de la Institució Patxot, on va col·laborar amb materials que s'incorporaren als intel·lectuals com Marià Aguiló i Fuster, mossèn Pere Valls, Andreu Ferrer Ginard i Josep Maria Batista i Roca.